# 日経225オプション取引
日経225オプション取引（にっけい225オプションとりひき）とは、日経平均株価（日経225）を原資産とするオプション取引。大阪取引所に上場されている。
日経225先物取引と並んで、日本を代表するデリバティブ取引であり、現在日本で最も活発に取引されているオプション取引である。証券会社の広告等に記載されている「オプション取引」は、ほとんどがこの「日経225オプション取引」のことを指す。

## 概要
オプションとは、「あらかじめ定められた期日（SQ算出日）に特定の資産（原資産。ここでは日経平均株価。）を、あらかじめ決まった価格（権利行使価格）で売る権利（プット・オプション）または買う権利（コール・オプション）のことである。また、これらの権利にはそれぞれ買い手と売り手が存在する。権利の買い手は、売り手に「オプション・プレミアム」と呼ばれる金額を支払う。オプション取引はデリバティブ取引だが、オプションのペイオフを有価証券化して小口化したのがカバードワラントである。
日経225オプション取引では、オプション権利の行使がSQ算出日にのみ自動的に行われる、ヨーロピアンオプションを採っている。

## 制度

### 上場証券取引所
- 大阪取引所

### 立会時間
- 日中立会 ： 午前8時45分 - 午後3時15分
- 夜間立会（ナイトセッション）：午後4時30分 - 翌日午前6時[注 1]

東京証券取引所の現物株式取引時間よりも日中立会の終了時刻が15分長いのは、おもに現物取引を終えた投資家にヘッジポジションを取る余裕を与えるためであるとされる。「ロスタイム」などと呼ばれることもある。
尚、午後3時10分～午後3時14分、翌日午前5時55分～翌日午前5時59分の間は板寄せ時間になるため、発注はできても約定はしない。午後3時15分（夜間は翌日午前6時）の時点で発注した金額が売り板・買い板で売買が成立する価格であれば、約定する（引け成り・引成　売り・買いでも売買成立）。
なお夜間取引は、大発会・大納会の日においても行われる。夜間取引に建てたポジション玉は翌営業日扱いとなる。

### 注文受付開始時間
- 日中 ： 午前8時
- 夜間 ： 午後4時15分

### 取引単位
日経225先物取引と同じく指数の1,000倍単位。この最小取引単位を「1枚」という。あるオプションを50円で1枚買った場合、1,000倍の50,000円を売り手に支払う。（手数料等を除く）

### 限月取引
上述の「あらかじめ定められた期日」とは、毎月第2金曜日（当該日が休日の場合は前営業日）であり、その前営業日までに反対売買されなかった建玉はすべて特別清算指数 (SQ) によって自動決済される。日経225オプション取引の限月は常に19個の限月が並行して存在し、それぞれの限月の期日は「○年○月限（ぎり）」と表記する。

#### Weeklyオプション取引
2015年5月25日、大阪取引所は、上記の限月取引による日経225オプションに加え、直近の連続4週分について、第2金曜日を除く各週金曜日（当該日が休日の場合は前営業日）に清算指数に基づいて建玉決済が行われる「Weeklyオプション」を導入し、SBI証券、光世証券、GMOクリック証券、楽天証券の日本の証券会社では4社、同日から、少し遅れ、米国系ネット証券会社であるインタラクティブ・ブローカーズ証券が、取り扱いを始めた。これは、経済指標の公表や突発的イベントをターゲットとしたよりきめ細やかなリスクヘッジニーズの高まりを受けたものである。なお、Weeklyオプションにおける期日は「○年○月○週限」と表記される。
日経平均株価を対象とするWeeklyオプションは世界初とアナウンスしている。

### 権利行使価格
権利行使価格は、2008年09月16日より基本的に250円刻み（Weeklyオプションでは125円刻み）で、ATM（取引開始日の前営業日の日経平均終値に最も近接する250円〈Weeklyオプションでは125円〉の整数倍の数値）を中心に上下16本ずつ（合計33本）（WeeklyオプションではATMを中心に上下8本ずつ〈合計17本〉）が常に存在するよう設定されているが、250円刻みになったばかりの2008年10月10日のSQにおいては、大阪証券取引所の権利行使の発会が追い付かず、SQ値が7,992.60円になり、9,000円より安い権利行使が無かったため、全行使価格が異例のイン・ザ・マネーになった。
ただ、普段においては、一度設定された権利行使価格は必ずSQまで残るので、日経平均株価が変動すると新規設定分が増えて33本（Weeklyオプションでは17本）より多くなっていく。
また、残存期間が3か月を切った銘柄は、2013年07月16日よりATMを中心に125円刻みで上下16本ずつが常に存在するように追加設定される。ただしSQ日を含む週の営業日においては、新規設定はされない。
以上が平時の規則であるが、大規模な相場変動が生じた場合等には、取引所の裁量で新規設定される場合がある。

### 呼値
プレミアムの呼値は、100円以下は1円刻み、100円以上1,000円以下は5円、1,000円以上は10円である。

### 値幅制限
権利行使価格に応じてプレミアムにも値幅制限がある。

### 銘柄のあらわし方
各限月に複数の権利行使価格のプット・コールが存在するので、銘柄自体は非常に多い。一般的には限月 + (P or C) + 権利行使価格の上3桁で表す。たとえば5月限権利行使価格10,250円のコールは「05C102」、11月限権利行使価格9,000円のプットは「11P090」、と表記する。なお、今後、Weeklyオプションが上場された事で、「1106P090」と海外のWeeklyオプションで用いられている、全日付表記する可能性が高い。